# The Lion and the Mouse (film 1914)
The Lion and the Mouse è un film muto del 1914 diretto da Barry O'Neil. Il soggetto è basato sul lavoro teatrale omonimo di Charles Klein andato in scena a Broadway in prima il 20 novembre 1905, un grande successo teatrale che ebbe 586 rappresentazioni tra il 1905 e il 1907.

## Trama
Dopo che Rossmore, giudice della Corte Suprema, si è rifiutato di favorire il finanziere John Burkett Ryder in una causa, quest'ultimo inizia una campagna denigratoria nei confronti del giudice che porterà alla destituzione di Rossmore dalla sua carica. La figlia del giudice, Shirley, ritornando in nave dall'Europa, a bordo del piroscafo incontra Jefferson, il figlio di Ryder, e se ne innamora. I due giovani ignorano ancora l'attrito tra i loro genitori e Shirley, che sta scrivendo un libro su un magnate della finanza, per il suo personaggio si ispira a Ryder padre, prendendo spunto da come Jefferson le descrive il carattere del padre. Intanto Ryder, senza considerare i sentimenti del figlio e senza avvertirlo, annuncia pubblicamente il matrimonio tra Jefferson e Kate Roberts, la figlia di un senatore. Presentandosi come Sarah Green - lo pseudonimo che ha usato per firmare il suo romanzo - Shirley si reca in casa Ryder. La giovane impressiona talmente il finanziere che lui decide di assumerla per farle scrivere la propria biografia, ignorando che sia la figlia dell'uomo che lui ha rovinato. La supposta Sara Green è talmente brillante e audace nel tenere testa al vecchio leone, difendendo a spada tratta il proprio codice di valori morali, da conquistare Ryder che ne resta affascinato. Tanto che, quando Kate - la ragazza che lui aveva scelto come moglie per il figlio - fugge con il suo raffinato segretario privato, Ryder pensa bene di suggerire a Jefferson di sposare quella che lui crede si chiami Sara Green, pensando in questo modo di distoglierlo dalla sua infatuazione per Shirley Rossmore, la figlia dell'odiato giudice. A questo punto, Shirley rivela la sua vera identità, ammettendo anche di avere messo al sicuro alcuni documenti che ha sottratto dalla scrivania di Ryder, delle lettere che possono provare l'innocenza di suo padre. Il finanziere la butta fuori di casa. Poi, si mette - notte dopo notte - a rimuginare sull'accaduto, fumando senza interruzione ed esaurendo ben presto la sua scorta di preziosi sigari. Finalmente, giunge il momento della resa: Jefferson chiede la mano di Shirley. Ma lei non cede. Gli annuncia che non sposerà mai il figlio di tale padre. Jefferson, amaramente, dice al padre che la ragazza che lui ama disapprova la sua famiglia. Il vecchio Ryder fa allora un bagno di umiltà: annuncia che farà in modo di impedire l'impeachment del giudice Rossmore e che implorerà Shirley di accettare Jefferson come marito.

## Produzione
Il film fu prodotto dalla Lubin Manufacturing Company e venne girato a Washington.

## Distribuzione
Il copyright del film, richiesto dalla Lubin Mfg. Co., fu registrato il 10 gennaio 1914 con il numero LU1932. Distribuito dalla General Film Company, il film uscì nelle sale cinematografiche statunitensi nel gennaio 1914.